# ژپتسا لیک
ژپتسا لیک (به لاتین: Župica Lake) یک دریاچه است که در بوسنی و هرزگوین واقع شده‌است.